# Planopus laniniensis
Planopus laniniensis är en skalbaggsart som beskrevs av Bosq 1953. Planopus laniniensis ingår i släktet Planopus och familjen långhorningar. Inga underarter finns listade i Catalogue of Life.